# Merete Morken Andersen

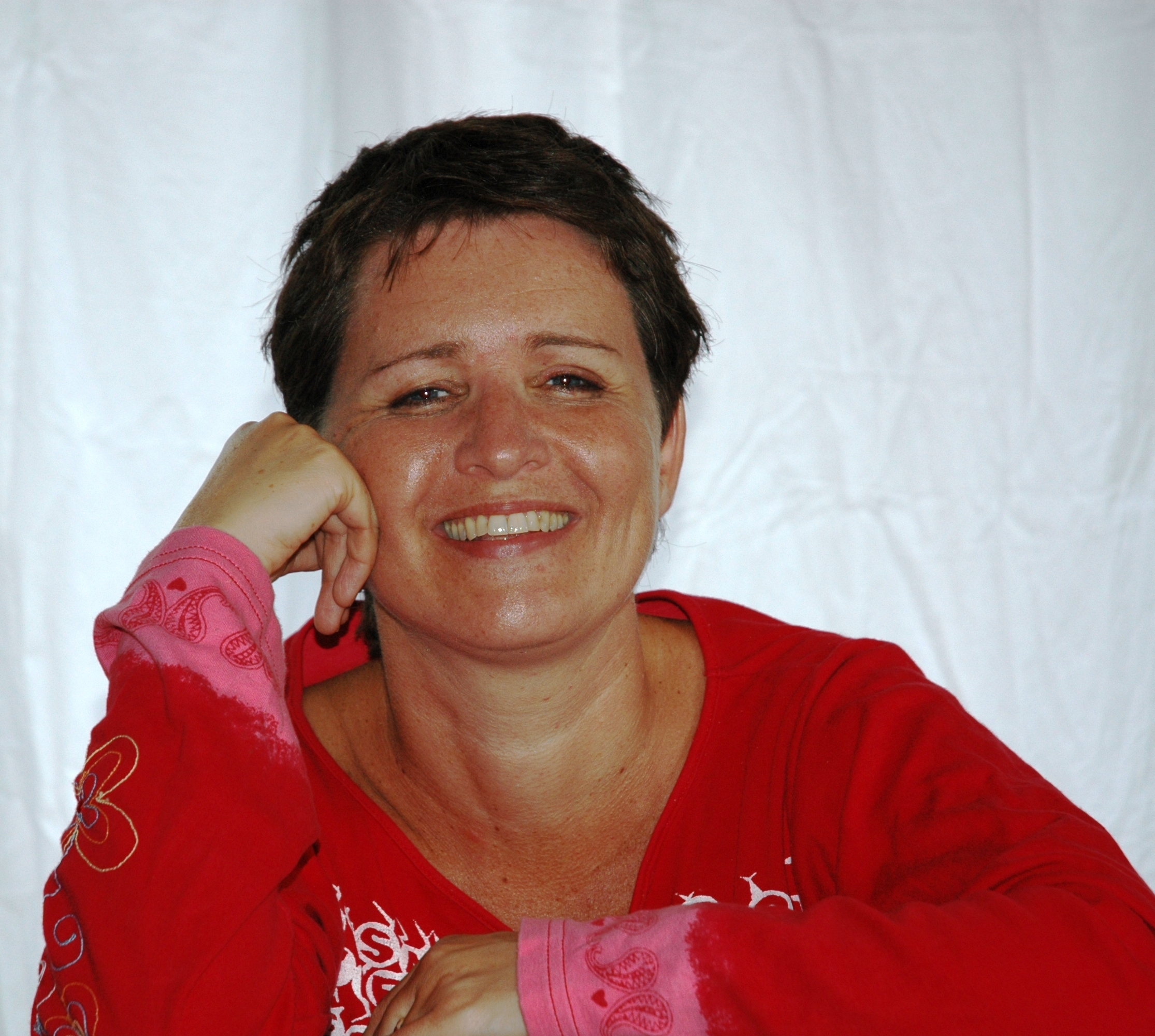
Merete Morken Andersen.

Merete Morken Andersen, född 1965 i Hamar, är en norsk författare och redaktör.
Hon debuterade 1988 med den prosalyriska kortromanen Fra, och har sedan dess gett ut flera experimentella böcker, med romanerna Broren min løper (1991) och Dronningen etter badet (1996) som de främsta. Sitt stora litterära genombrott fick hon med samlivsromanen Hav av tid (2002), som hon mottog Kritikerprisen för. Romanen Mandel (2005) blev också väl mottagen av kritikerna.
Andersen har vidare gett ut en handbok om Henrik Ibsen (1995) och flera barnböcker. Skriveboka (2008) är en bok med ett brett upplägg som ger råd om olika former av skrivande.
1993-1997 var Andersen redaktör för tidskriften Vinduet.